# 大曾根車站
大曾根車站（日语：／ Ōzone eki */?）是一位於日本愛知縣名古屋市東區與北區交界，隸屬於東海旅客鐵道（JR東海）、名古屋鐵道（名鐵）、名古屋市營地下鐵與名古屋導軌巴士（名古屋ガイドウェイバス）的鐵路/公車車站，其中除了名古屋市營地下鐵所屬的站區西半部位於名古屋市北區的範圍內之外，其餘的站區皆位於東區的範圍內。大曾根是JR東海所屬的鐵路幹線中央本線、名鐵所屬的瀨戶線與市營地下鐵所屬的名城線等各鐵路線之交會車站，除此之外該站也是名古屋導軌巴士所屬的專用軌道區間——志段味線（又暱稱為「Yutorito Line」）——的起始車站，從此站開始原本駛於一般道路上的各路線市區公車會匯集駛入特別設計的高架路軌，而變成類似鐵路交通般的定軌系統。

## 車站結構

### JR東海
本站為1面2線之島式月台的高架車站。在車站附近路線旁設有紀念碑，以紀念名古屋空襲時殉職的30名車站員工。

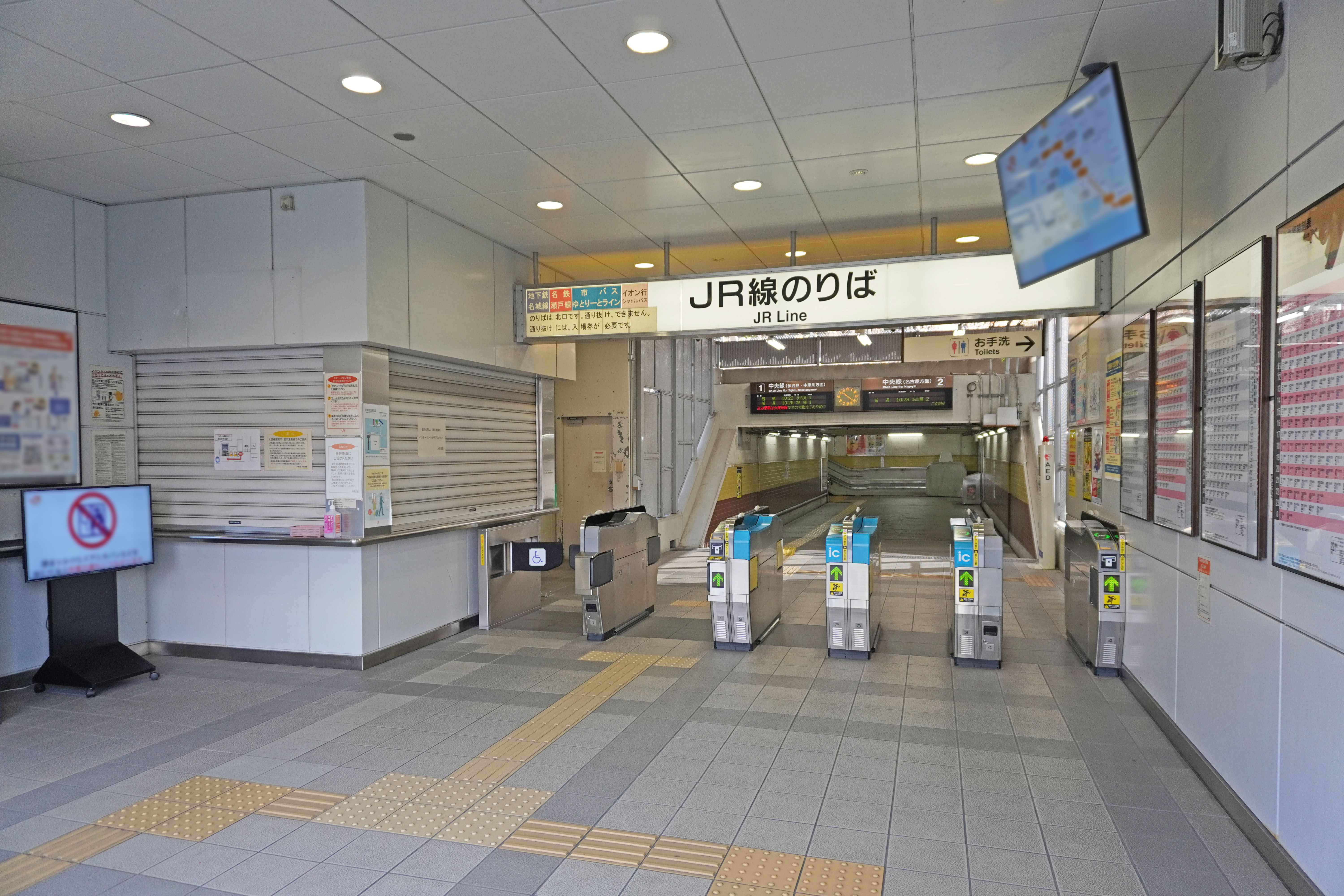
南驗票口（2023年1月）

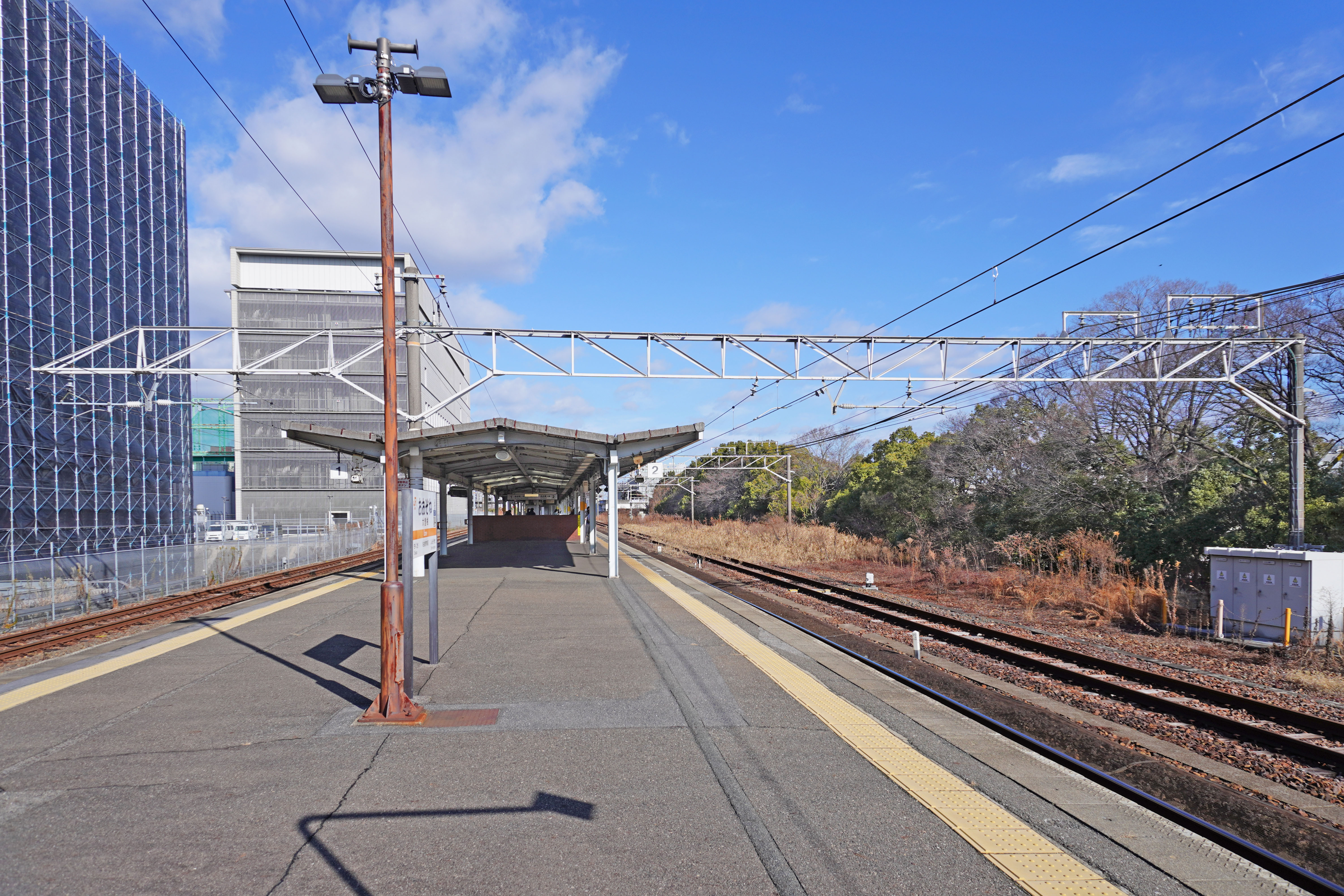
月台（2023年1月）

#### 月台配置
| 月台 | 路線     | 方向 | 目的地             |
| ---- | -------- | ---- | ------------------ |
| 1    | 中央本線 | 下行 | 多治見、中津川方向 |
| 2    | 中央本線 | 上行 | 名古屋方向         |

剪票口有南口與北口兩處。

### 名古屋鐵道
本站為1面2線之島式月台的高架車站。
本站位於JR大曾根站北口與導向巴士志段味線大曾根站相鄰。剪票口僅有一處。

#### 月台配置
| 月台 | 路線   | 方向 | 目的地       |
| ---- | ------ | ---- | ------------ |
| 1    | 瀨戶線 | 下行 | 尾張瀨戶方向 |
| 2    | 瀨戶線 | 上行 | 榮町方向     |

#### 車站配置圖
| ← 尾張瀨戶方向  | 大曾根車站 站內配置圖 | → 榮町方向 |
| 图例 参考文献： |                       |            |

### 名古屋市營地下鐵

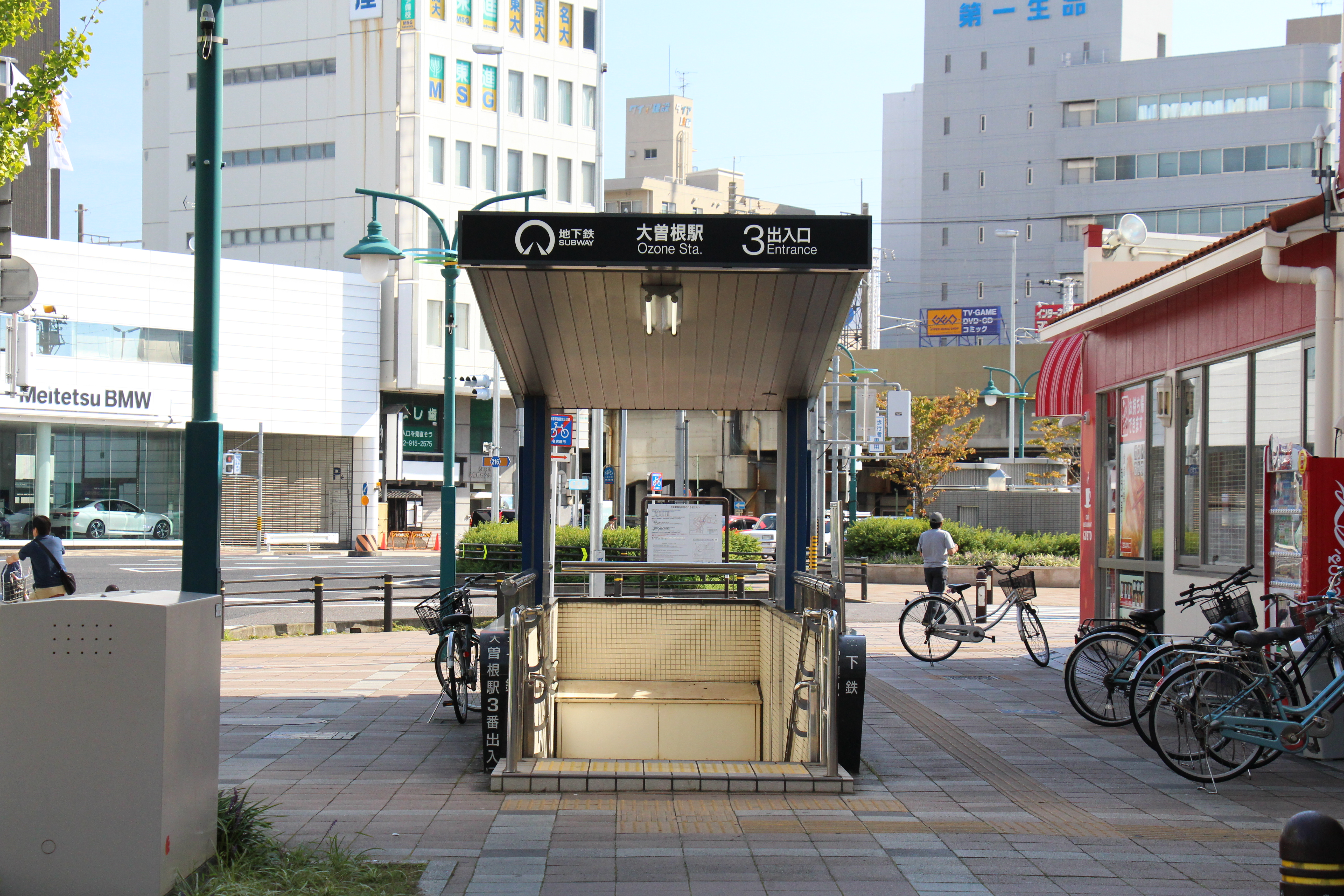
3號出入口（2017年10月）

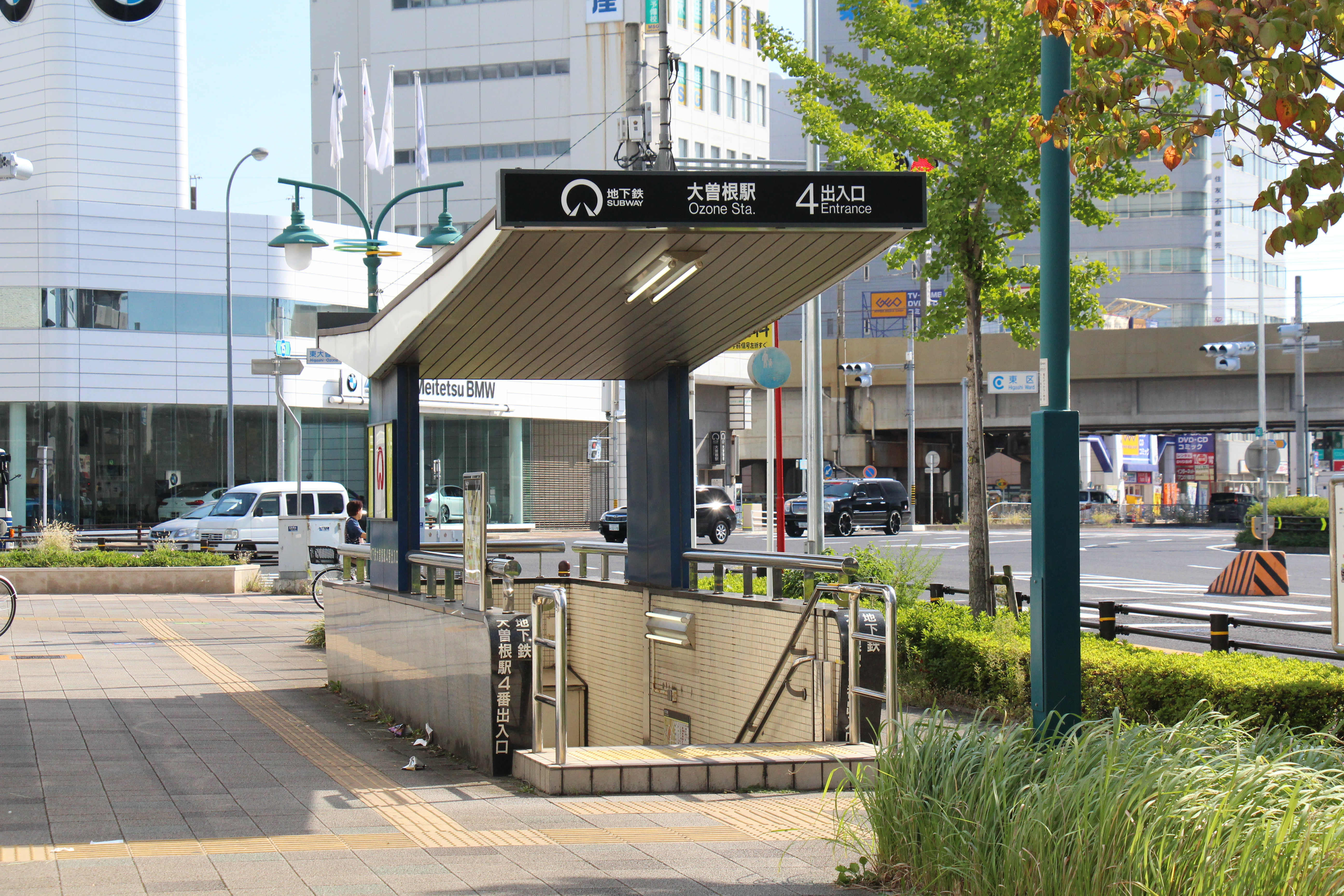
4號出入口（2017年10月）

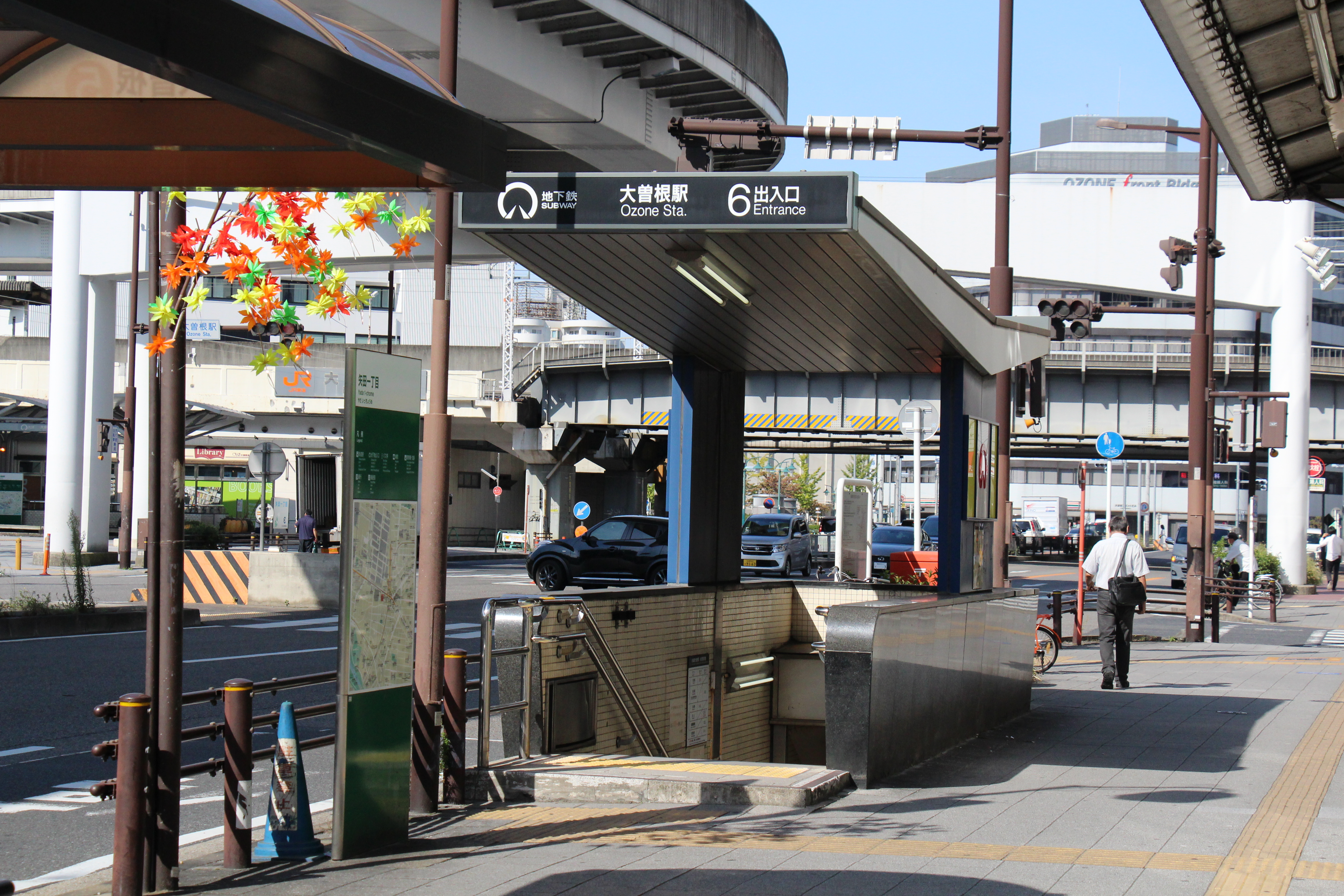
6號出入口（2017年10月）

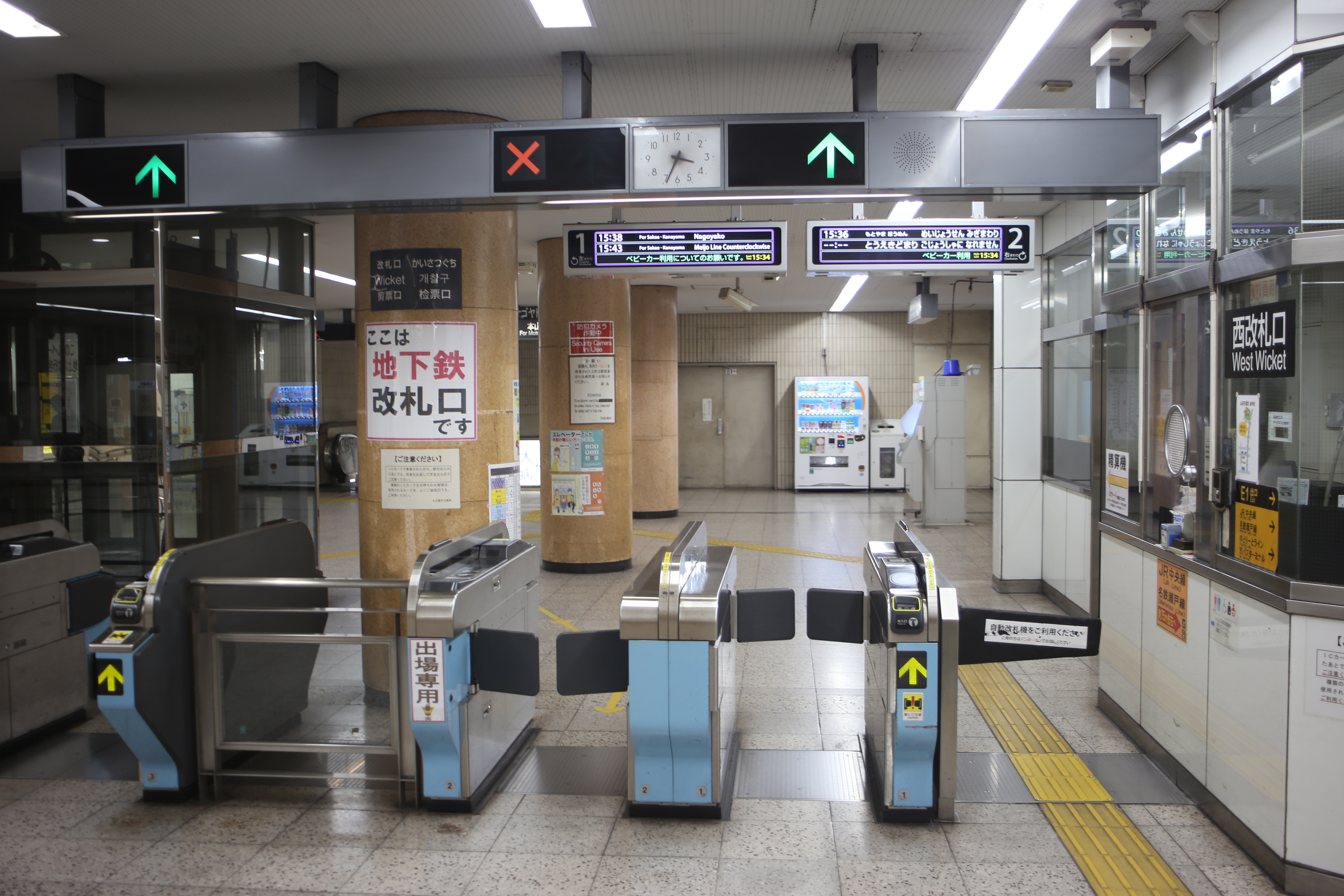
驗票口（2022年5月）

本站為1面2線之島式月台的地底車站。

#### 月台配置
| 月台 | 路線   | 方向 | 目的地                                |
| ---- | ------ | ---- | ------------------------------------- |
| 1    | 名城線 | 左環 | 榮、金山、（直通 名港線）名古屋港方向 |
| 2    | 名城線 | 右環 | 本山、八事方向                        |

### 名古屋導向巴士（Yutorito線）
本站為2面2線之側式月台的高架車站。

#### 月台配置
| 月台     | 路線      | 方向 | 目的地                 |
| -------- | --------- | ---- | ---------------------- |
| 上車月台 | ■志段味線 | 下行 | 小幡綠地、中志段味方向 |
| 下車月台 | ■志段味線 | 上行 | 下車專用               |

本高架路線下方為計程車乘車處。

## 使用情況
| 年度               | JR（人/日） | 名鐵（人/日） | 地下鐵（人/日） | 名古屋導向巴士（人/日） |
| ------------------ | ----------- | ------------- | --------------- | ----------------------- |
| 2000年（平成12年） | 22,024      | 10,626        | 11,914          | -                       |
| 2001年（平成13年） | 21,857      | 10,452        | 11,239          | 2,401                   |
| 2002年（平成14年） | 21,720      | 10,418        | 11,561          | 2,888                   |
| 2003年（平成15年） | 21,875      | 10,651        | 13,278          | 3,029                   |
| 2004年（平成16年） | 22,789      | 11,453        | 14,197          | 3,009                   |
| 2005年（平成17年） | 23,706      | 12,189        | 15,197          | 3,169                   |
| 2006年（平成18年） | 24,770      | 12,864        | 16,006          | 3,280                   |
| 2007年（平成19年） | 25,853      | 13,582        | 16,613          | 3,467                   |
| 2008年（平成20年） | 26,635      | 13,854        | 17,128          | 3,655                   |
| 2009年（平成21年） | 26,567      | 13,749        | 17,084          | 3,708                   |
| 2010年（平成22年） | 27,127      | 14,255        | 17,411          | 3,728                   |
| 2011年（平成23年） | 27,363      | 14,360        | 17,527          | 3,831                   |
| 2012年（平成24年） | 27,343      | 14,739        | 17,822          | 3,932                   |
| 2013年（平成25年） | 28,478      | 15,559        | 18,529          | 4,084                   |
| 2014年（平成26年） | 28,796      | 15,685        | 18,825          | 4,223                   |
| 2015年（平成27年） | 29,947      | 16,468        | 19,232          | 4,308                   |
| 2016年（平成28年） | 30,686      | 16,720        | 19,533          | 4,401                   |
| 2017年（平成29年） | 31,751      | 17,189        | 19,880          | 4,577                   |
| 2018年（平成30年） | 32,457      | 17,563        | 20,193          | 4,635                   |

## 相鄰車站
東海旅客鐵道（JR東海）
 中央本線 
- 「Home Liner瑞浪」停車站

■快速
勝川（CF06）－大曾根（CF04）－千種（CF03）
■普通
新守山（CF05）－大曾根（CF04）－千種（CF03）
名古屋鐵道
 瀨戶線
■急行、■準急
東大手（ST05）－大曾根（ST06）－小幡（ST07）
■普通
森下（ST-05）－大曾根（ST-06）－矢田（ST-07）
 名古屋市營地下鐵
 名城線
平安通（M-11）－大曾根（M-12）－名古屋巨蛋前矢田（M-13）
名古屋導向巴士
■志段味線
大曾根（Y-01）－名古屋巨蛋前矢田（Y-02）

## 外部連結
- 大曾根 - 東海旅客鐵道
- 大曾根 - 名古屋鐵道
- 大曾根 - 名古屋市交通局
- 大曾根站 （页面存档备份，存于） - 名古屋導向巴士